# Kiss Me Quick!
Kiss Me Quick! este un film SF de groază american din 1964 regizat de Peter Perry. În rolurile principale joacă actorii Frank A. Coe, Max Gardens, Althea Currier.
Denumirea originală a filmului era Dr Breedlove sau Dr Breedlove or How I Stopped Worrying and Love pentru a exploata titlul filmului lui Stanley Kubrick, Dr Strangelove.  A fost redenumit apoi pentru a exploata filmul lui Billy Wilder, Kiss Me, Stupid.

## Prezentare
Povestea filmului se învârte în jurul unui extraterestru, Sterilox, din galaxia fictivă "Buttless", care este trimis pe Pământ pentru a găsi femeia perfectă, care va fi folosită la crearea unei rase de funcționari. Sterilox este teleportat în laboratorul unui om de știință nebun pe nume Dr. Breedlove, care îi dă lui Sterilox mai multe femei frumoase pentru a avea de unde alege. Punctul culminant al filmului implică un număr de dans în care trei dintre femeile lui Breedlove se zbenguie pe muzică rock.

## Actori
- Frank A. Coe   -   Sterilox/Monstrul lui Frankenstein (ca Fattie Beltbuckle)
- Max Gardens    -   Dr. Breedlove (ca Manny Goodtime)
- Althea Currier -   Gertie Tassle (ca Althea)
- Natasha        -   Boobra
- Jackie De Witt -   Kissme (ca Jackie)
- Claudia Banks  -   Hotty Totty (ca Claudiea)
- Bibi           -   Barebra
- Donna          -   Gigi String
- Pat Hall       -   Gina Catchafanni (ca Pat (V)
- Lucky          -   Lotta Cash